# 佐藤ひかる
佐藤 ひかる（さとう ひかる、1994年11月10日 - ）は、日本の女子バスケットボール選手である。ポジションはスモールフォワード。

## 来歴
大阪府出身。
桜花学園高校でインターハイ・ウィンターカップ2冠獲得し、関西学院大でもインカレベスト8。
卒業後は地域リーグの山形銀行に加入。
2018年、日立ハイテク クーガーズに移籍。
2021年、この年よりWリーグに参入するプレステージ・インターナショナル アランマーレに移籍するが、開幕前の練習で頭部を負傷した影響でこのシーズンは1試合も出場できなかった。
2022年、副主将就任。
2023年退団。